# Meilanhu
Meilanhu (chiń. 美兰湖站) – stacja początkowa metra w Szanghaju, na linii 7. Zlokalizowana jest przed stacją Luonan Xincun. Została otwarta 28 grudnia 2010.